# Euclystis polioperas
Euclystis polioperas là một loài bướm đêm trong họ Erebidae.